# Mãe de Gravata (livro)
Mãe de Gravata é uma autobiografia de autoria do cantor e apresentador Ronnie Von, publicada em 1995. Nela, o autor conta suas experiências como de ter ficado com a guarda dos filhos após o fim de seu casamento.
Com o sucesso do livro, foi lançado um programa homônimo apresentado por Ronnie, inicialmente na CNT Gazeta e depois Rede Mulher. O programa durou de 1999 a 2000.